# Lanolină

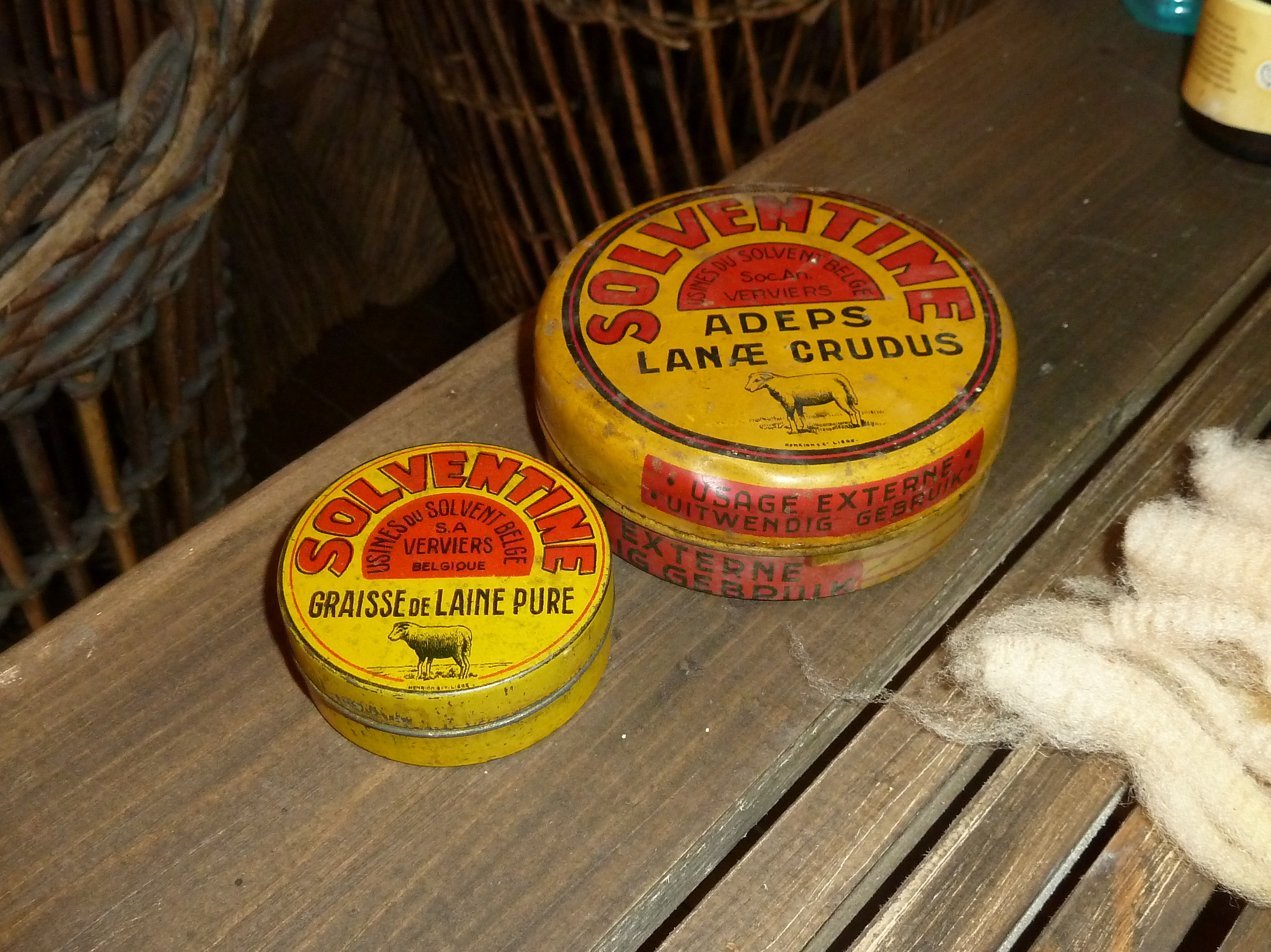
Cutii metalice cu lanolină

Lanolina (din latină lāna „lână” și latină oleum „ulei”), denumită și grăsime de lână sau ceară de lână, este o ceară secretată de glandele sebacee ale animalelor care au lână. Lanolina utilizată în produsele comerciale provine din rasele de oi domestice crescute special pentru lâna lor. Din punct de vedere istoric, multe farmacopei au denumit lanolina grăsime de lână (din latină, adeps lanae); cu toate acestea, deoarece lanolina nu conține gliceride (esteri de glicerol), nu este o grăsime adevărată. Lanolina este compusă în principal din esteri ai sterolului. Proprietatea impermeabilizantă a lanolinei ajută oile să elimine apa din blana lor. Anumite rase de oi produc cantități mari de lanolină.

## Compoziție

Structura chimică a colesterolului

O lanolină de înaltă puritate, calitativă, este compusă predominant din esteri ceroși cu catenă lungă (aproximativ 97% din masă), restul fiind alcooli de lanolină (alcooli de lana), acizi de lanolină și hidrocarburi de lanolină.
Compoziția complexă a lanolinei este dată de prezența unor compuși ca esteri cu lanț lung, hidroxiesteri, diesteri, alcooli de lanolină și acizi de lanolină. Pe lângă faptul că este un produs valoros în sine, este și un precursor pentru producerea unui larg spectru de derivați de lanolină, care posedă proprietăți chimice și fizice foarte variate. Principalele căi de derivatizare includ hidroliza, cristalizarea fracționată în solvent, esterificarea, hidrogenarea, alcoxilarea și cuaternizarea. Derivații de lanolină obținuți în urma acestor procese sunt utilizați pe scară largă atât în produsele cosmetice de mare valoare, cât și în produsele pentru tratarea afecțiunilor pielii.
Hidroliza lanolinei duce la formarea alcoolilor de acizilor de lanolină. Alcoolii de lanolină sunt o sursă bogată de colesterol (o lipidă important pentru piele) și sunt emulgatori puternici cu aplicabilitate în obținerea emulsiilor de tipul apă în ulei (A/U); aceștia au fost utilizați pe scară largă în produsele de îngrijire a pielii timp de peste 100 de ani.